# Dickblättrige Schachblume
Die Dickblättrige Schachblume (Fritillaria crassifolia) ist eine Pflanzenart  aus der Gattung der Fritillaria innerhalb der Familie der Liliengewächse (Liliaceae). Sie ist sehr formenreich.

## Beschreibung

### Vegetative Merkmale
Die Dickblättrige Schachblume ist eine ausdauernde, krautige Pflanze, die Wuchshöhen von 6 bis 20 Zentimetern erreicht. Als Überdauerungsorgane bildet sie Zwiebeln aus. Meist sind vier, selten bis vier Laubblätter vorhanden. Die oberen LaubbBlätter sind linealisch, die unteren eiförmig-lanzettlich.

### Generative Merkmale
Die Blütezeit liegt im April, selten auch im Mai. Je Pflanzenexemplar sind ein bis drei Blüten vorhanden. Die zwittrige Blüte ist dreizählig. Die Blütenhüllblätter sind 18 bis 24 Millimeter lang. Die Blütenhüllblätter gelb oder grünlich gefärbt und weisen ein braunes Schachbrettmuster sowie meist einen undeutlichen Mittelstreif auf. Die Nektardrüsen messen 8 bis 12 × 1 bis 2 Millimeter. Die Griffeläste sind 2 bis 4 Millimeter lang.
Die Chromosomenzahl beträgt 2n = 24.

## Vorkommen
Die Dickblättrige Schachblume kommt in der Türkei, im nördlichen Irak und im südwestlichen Iran vor. Sie wächst auf Kalkschutthalden und in Schneetälchen in Höhenlagen von 1500 bis 3500 Metern.

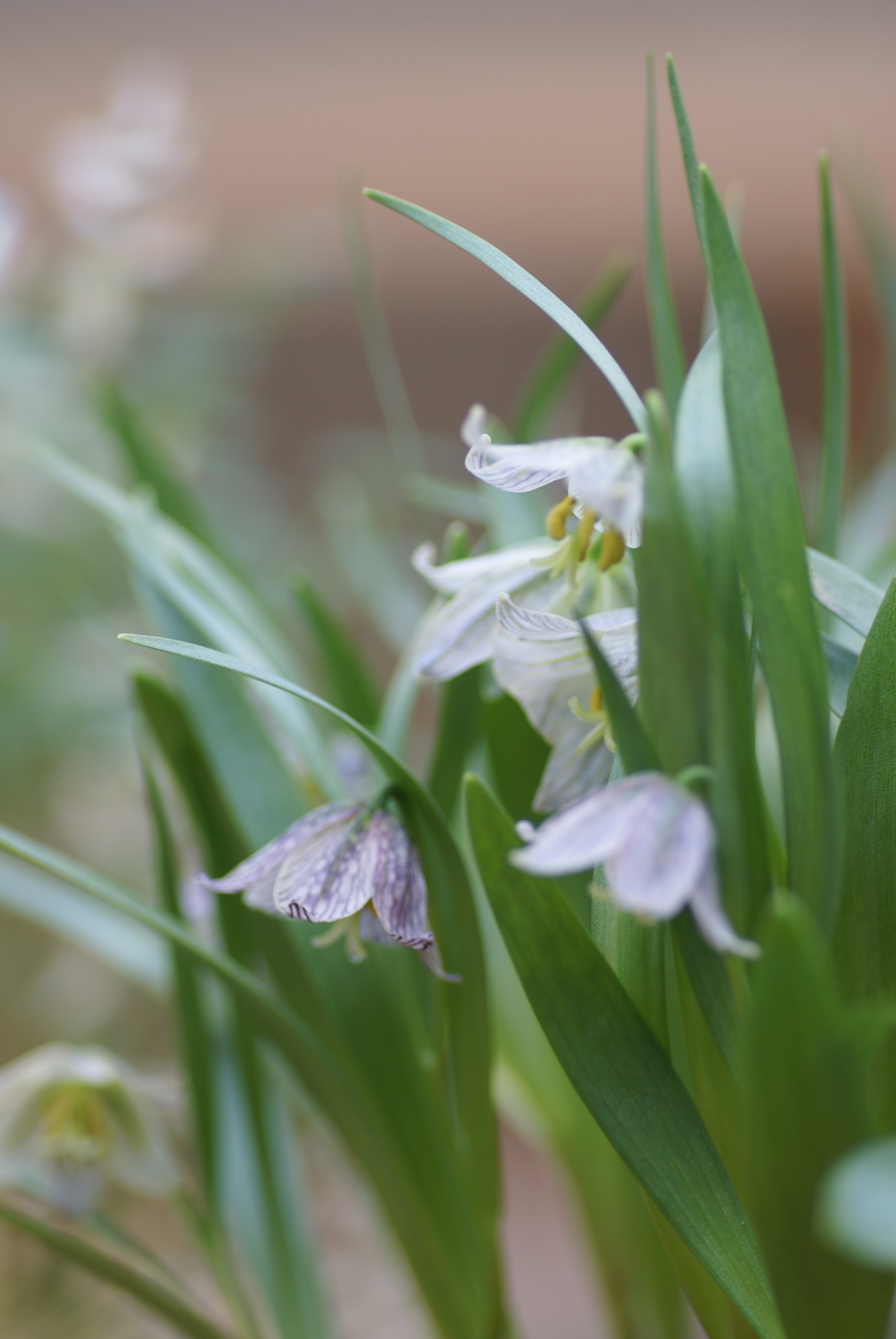
Fritillaria crassifolia subsp. poluninii

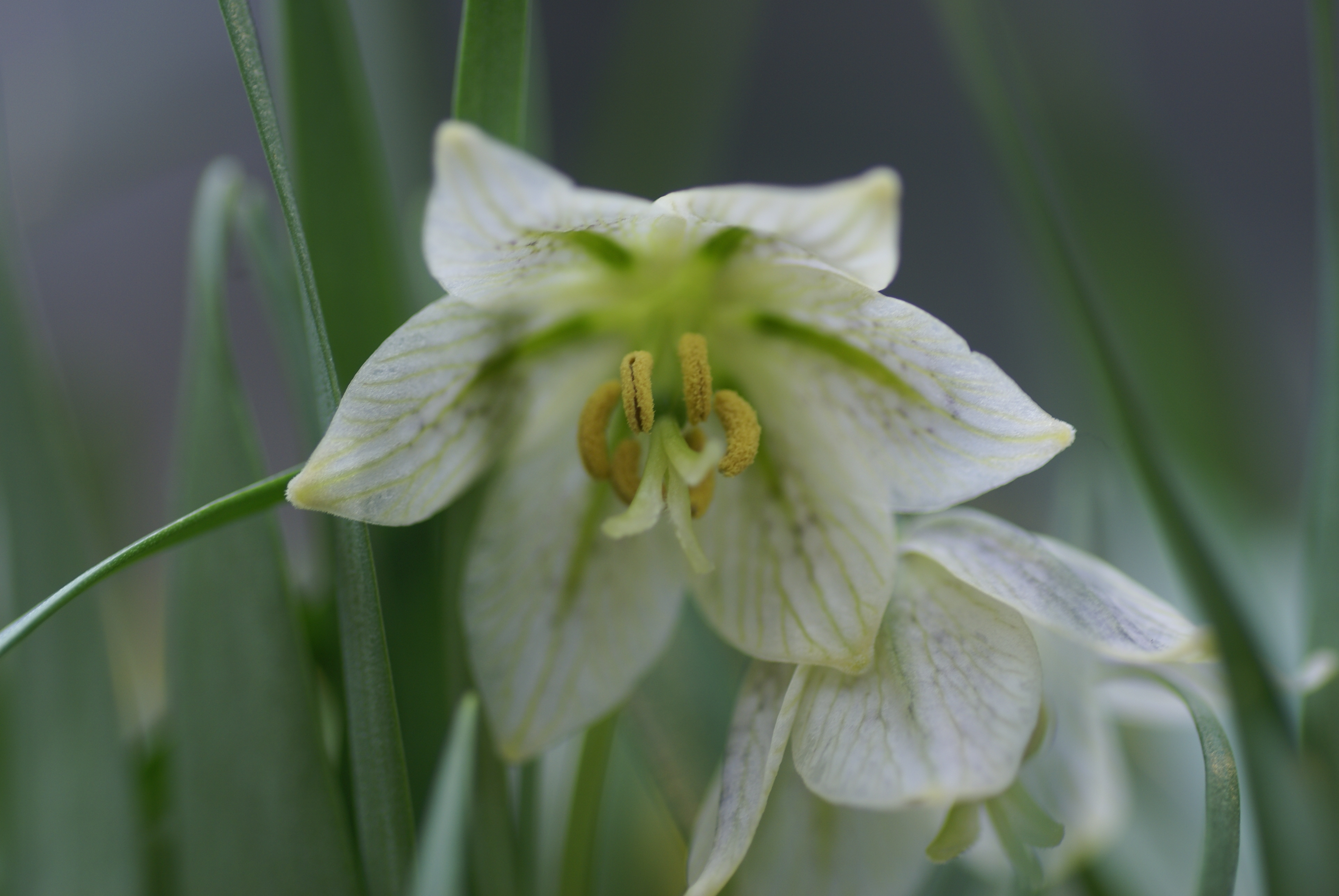
Blüte von Fritillaria crassifolia subsp. poluninii

## Systematik
Die Erstbeschreibung von Fritillaria crassifolia erfolgte 1859 durch Pierre Edmond Boissier und Alfred Huet du Pavillon in Diagnoses Plantarum Orientalium novarum serie 2, Band 4, Seite 103.
Je nach Autor gibt es zwei bis mehrere Unterarten:
- Fritillaria crassifolia Boiss. & A.Huet subsp. crassifolia: Sie kommt von der Türkei bis zum Iran vor.[2]
- Fritillaria crassifolia subsp. hakkarensis Rix: Sie wird von manchen Autoren als eigene Art angesehen: Fritillaria hakkarensis (Rix) Teksen und kommt von der südöstlichen Türkei bis zum nördlichen Irak vor.[2]
- Fritillaria crassifolia subsp. kurdica (Boiss. et Noë) Rix: Sie wird von manchen Autoren als eigene Art angesehen: Fritillaria kurdica Boiss. & Noë.[2] Sie kommt von der südöstlichen Türkei bis zum westlichen Iran vor.[2]
- Fritillaria crassifolia subsp. poluninii Rix: Sie kommt im nördlichen Irak vor.[2]

## Nutzung
Die Dickblättrige Schachblume wird selten als Zierpflanze für Steingärten genutzt.